# Divisibilidad infinita (probabilidad)
En la teoría de la probabilidad, se llaman funciones de distribución infinitamente divisibles a las funciones de distribución que satisfacen una extensión de la siguiente propiedad de la distribución normal: si X es una distribución normal de media {\displaystyle \mu } y varianza {\displaystyle \sigma ^{2}} y n es un entero positivo, entonces 
{\displaystyle X\sim \sum _{1}^{n}X_{i}}
donde Xi son variables aleatorias normales de media {\displaystyle \mu /n} y varianza {\displaystyle \sigma ^{2}/n}.
Estas distribuciones aparecen de manera natural en diversos contextos como en el estudio de los límites de distribuciones.
El concepto de divisibilidad infinita fue introducido en 1929 por Bruno de Finetti.

## Definición
Formalmente, una distribución de probabilidad F sobre la recta real es infinitamente divisible cuando para toda variable aleatoria X con dicha distribución y cada entero positivo n, existen n variables aleatorias i.i.d. X1, ..., Xn cuya suma tiene una distribución igual a la de X. 

## Ejemplos
Son infinitamente divisibles las distribuciones de: distribución de Poisson, distribución binomial negativa o de Pascal, distribución exponencial, distribución geométrica, distribución gamma, distribución normal, distribución de Cauchy y todos los otros miembros de la familia de distribuciones estables. 
Sin embargo, no lo son la distribución uniforme y la distribución binomial. La distribución t de Student es infinítamente divisible, mientras que la distribución de la recíproca de una variable aleatoria con distribución t de Student, no lo es.

## Aplicaciones
Las distribuciones infinitamente divisibles aparecen en generalizaziones del teorema central del límite.
También están relacionadas con los procesos de Lévy. 